# Andrea Pisani
‎
Andrea Pisani, italijanski nogometaš, * 15. marec 1987, Castelfranco Veneto, Italija.
Pisani je nekdanji nogometaš, ki je igral na položaju branilca.